# Palazzo Corrodi

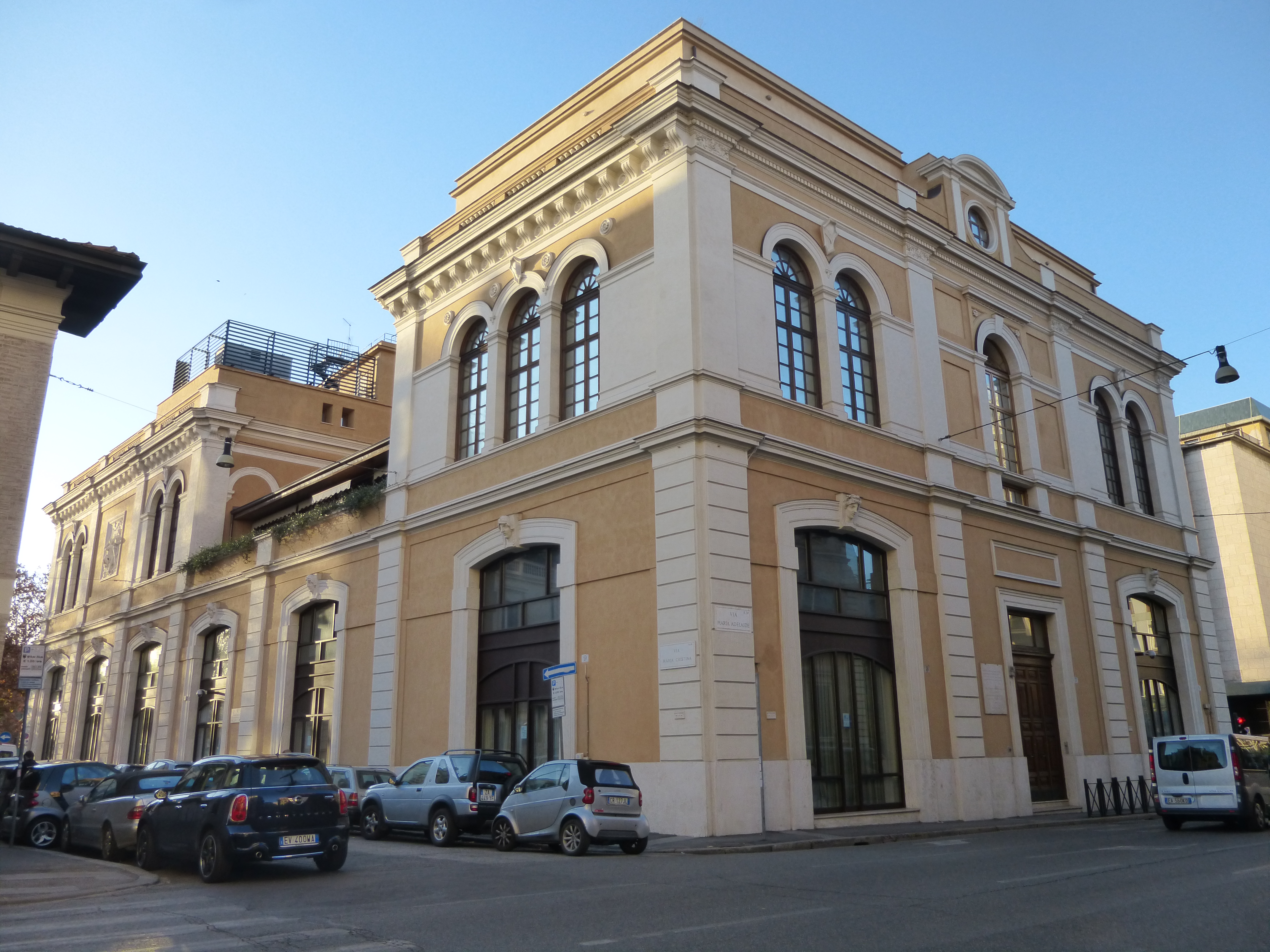
Vista do palácio.

Palazzo Corrodi é um grande palácio do início do século XX que ocupa um quarteirão inteiro entre entre o Lungotevere Arnaldo da Brescia e as vias Luisa di Savoia, Maria Adelaide e Maria Cristina, no rione Campo Marzio.

## História
O edifício foi projetado por Hermann David Salomon Corrodi, pintor de origem suíça com cidadania italiana, membro da Accademia di San Luca, paisagista e orientalista de grande sucesso, para ser utilizado como abrigo de estúdios de pintores. Realizado por seus herdeiros, no final dos anos 1930, serviu como base para vários pintores, entre os quais Enrico Coleman, Onorato Carlandi e Giulio Aristide Sartorio. Contudo, nem todos eram pintores: em 1924, em um dos estúdios estava instalada a Unione radiofonica italiana, antecessora da moderna RAI, como relembra uma placa afixada no local em 2014.
Um dos estúdios foi alugado em 1915 para Trilussa, que o obteve se passando por pintor. O poeta, que se gabava de jamais ter vivido fora do Campo Marzio, aproveitando os grandes espaços e alto pé-direito, criou um grande apartamento tipo loft, uma espécie de eremitério ideal, ao mesmo tempo centralíssimo (vizinho da Piazza del Popolo), moderno (ele havia acabado de se mudar de uma antiga casa na Via del Babuino) e muito tranquilo, na época quase fora da cidade. Ali ele viveu até a morte, em 1950.
Já no início dos anos 1930, porém, o imóvel havia sido re-estruturado por Andrea Busiri Vici Jr. para a Metro Goldwyn Mayer, que alocou ali a sua sede romana. Em 1940, o estúdio de Trilussa foi adquirido pela Fono Roma, empresa responsável pela sonorização dos filmes. Com a morte de Trilussa, seu estúdio permaneceu por alguns anos como uma casa-museu do Ministero della Pubblica Istruzione para removê-lo do litígio instituído pelos seus herdeiros. Estes cederam, em 1954, todos os seus direitos ao estúdio à Fono Roma, que se encarregou do museu, cujos materiais foram depois doados à Comuna de Roma, que conseguiu obter a posse definitiva do local em 1961, ensejando uma nova intervenção de Andrea Busiri Vici.
Uma re-estruturação posterior foi realizada entre 1988 e 1992 por Paolo Portoghesi. Em 2016, o palácio estava sendo utilizado como sede da Cassa di previdenza geometri.